# Bacant

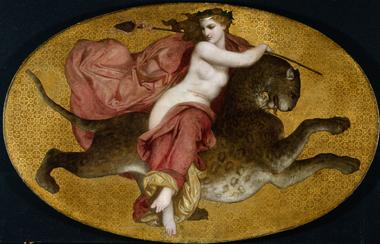
Bacant sobre una pantera, de William-Adolphe Bouguereau (1855).

Les bacants eren seguidores del culte al déu Bacus, conegut també com a Dionís o Rugent. Anaven en processó a la muntanya, ballaven fins a l'èxtasi, caçaven animals i els menjaven crus. També s'anomenaven bacants a les nimfes mènades i tíades, que habitaven la naturalesa més salvatge, representant la força fecundant de la natura i els esperits orgiàstics de la terra, i que feien de sacerdotesses de Bacus, formant part del seu seguici i dels seus rituals. El seu símbol primordial era el tirs.
El culte al déu Bacus, encara que actualment estigui associat simplement a l'embriaguesa, a l'antiga Grècia va ser molt important i fins i tot va influir molt en el pensament filosòfic dels grecs. Originalment, Bacus era un déu traci que va anar aglutinant diferents ritus. El descobriment de la cervesa i posteriorment el del vi va ser associat pels agricultors a un déu pres de la «bogeria divina».
Posteriorment, la unió de Bacus amb el déu Pan li va fer un gir feminista a causa dels ritus de fertilitat del culte a aquest darrer: les bacants, o adoradores del déu Bacus, eren les qui duien a terme aquests ritus, els «misteris bàquics», cerimònies secretes gairebé sempre prohibides als homes. A Roma les bacanals o orgies es van obrir a tothom, degenerant de tal manera que el Senat les va prohibir.

## Culte

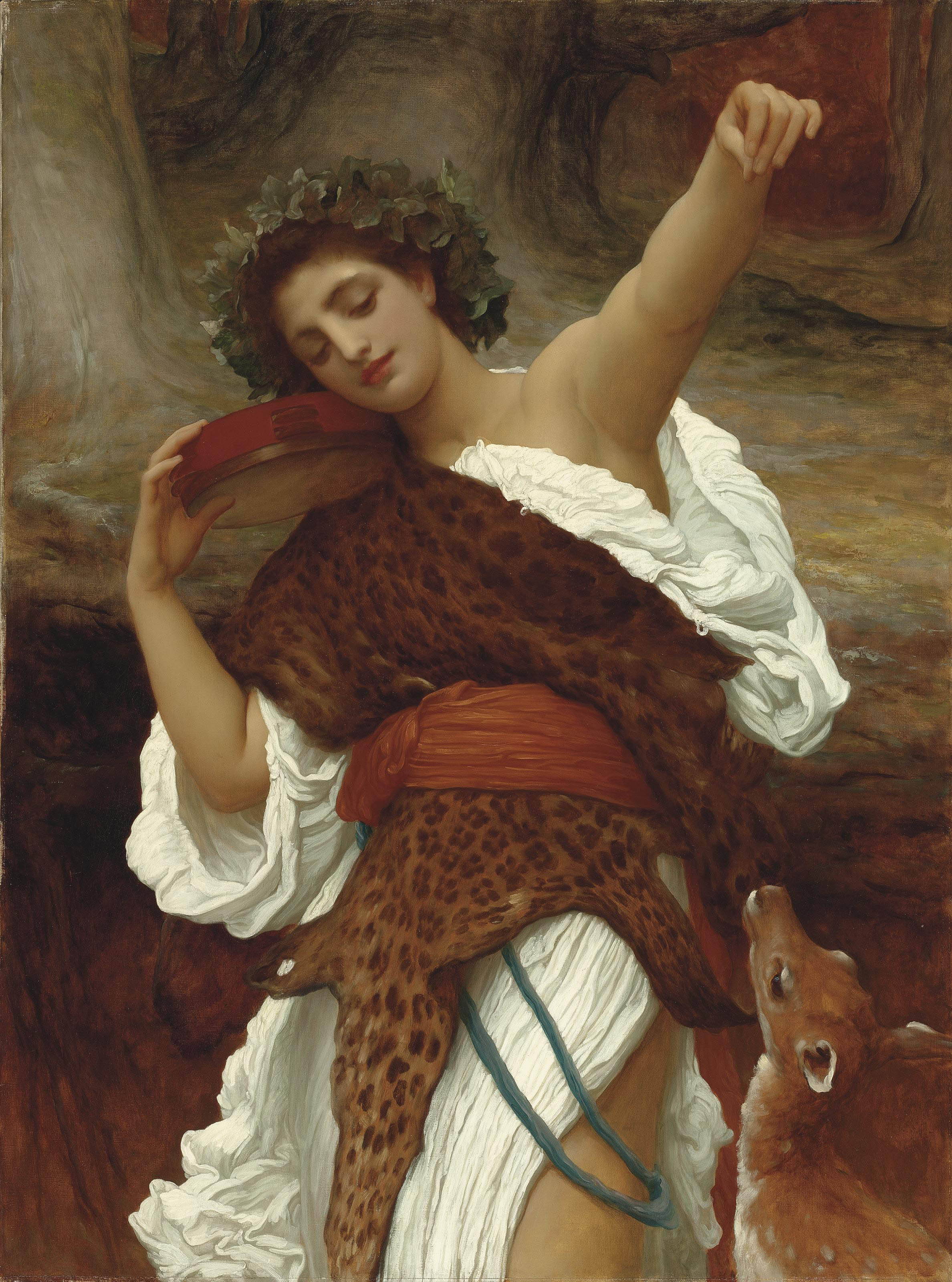
Bacant, pintura del segle XIX

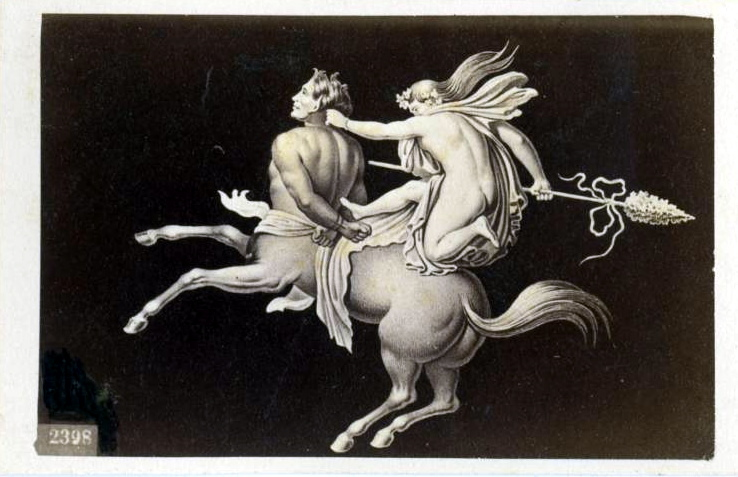
Bacant cavalgant un centaure, foto feta a començaments del segle XX d'un detall d'un fresc a Pompeia, avui al Museu Nacional de Nàpols.

Dionís o Bacus anava sempre acompanyat de sàtirs i bacants, podent haver també altres divinitats com silens, Príap o Pan. Les bacants o mènades i els sàtirs compartien protagonisme, vivien als boscos i en tenien encomanada la seva custòdia.
El coneixement del culte ha arribat fins als nostres dies de la mà d'Eurípides i la seva obra Les Bacants.
Tant les llevadores com les donzelles pujaven en processó a una muntanya aïllada i durant uns dies, sense contacte amb cap home, es llançaven a un desenfrenament d'alcohol, misticisme i al·lucinògens. Les mares de nens petits en quedaven al marge.
El ritu contenia molts elements salvatges i arcaics, com esbocinar petits animals vius i menjar-los. Però també molt contingut eròtic: Eurípides conta com passaven nits senceres ballant nues, excitades en un èxtasi no només alcohòlic. Se suposava que aquestes pràctiques fomentaven la fertilitat, i les llevadores feien de sacerdotesses, proporcionant alcohol i drogues al·lucinògenes a les joves. La llegenda afirma que recorrien els boscos insinuant-se i ferint als homes que trobaven. La dansa de les mènades era el ritu central de les cerimònies.
Tot això tenia com a objectiu que les dones obtinguessin l'«entusiasme» (que etimològicament significa l'«entrada de Déu») en la iniciada. Les dones que creguessin que havien fet l'amor amb els déus es consideraven afortunades i protegides.
Pel que fa al ritu d'esbocinar animals, representava a Bacus sent devorat pels titans. Segons la mitologia, aquest fet va permetre als titans tenir una espurna de divinitat. Així l'home, que té una part divina i una altra de terrestre, en menjar el déu Bacus intentava ser més diví.
Se suposa que aquests rituals no van desaparèixer completament i es van mantenir en la clandestinitat fins ben entrada l'edat mitjana, ja que s'han trobat atuells i pintures medievals representant els ritus bacants (Museu Nacional de Nàpols). La descripció d'un 
aquelarre és molt similar a la d'una bacanal.